# Kimmo Kiljunen

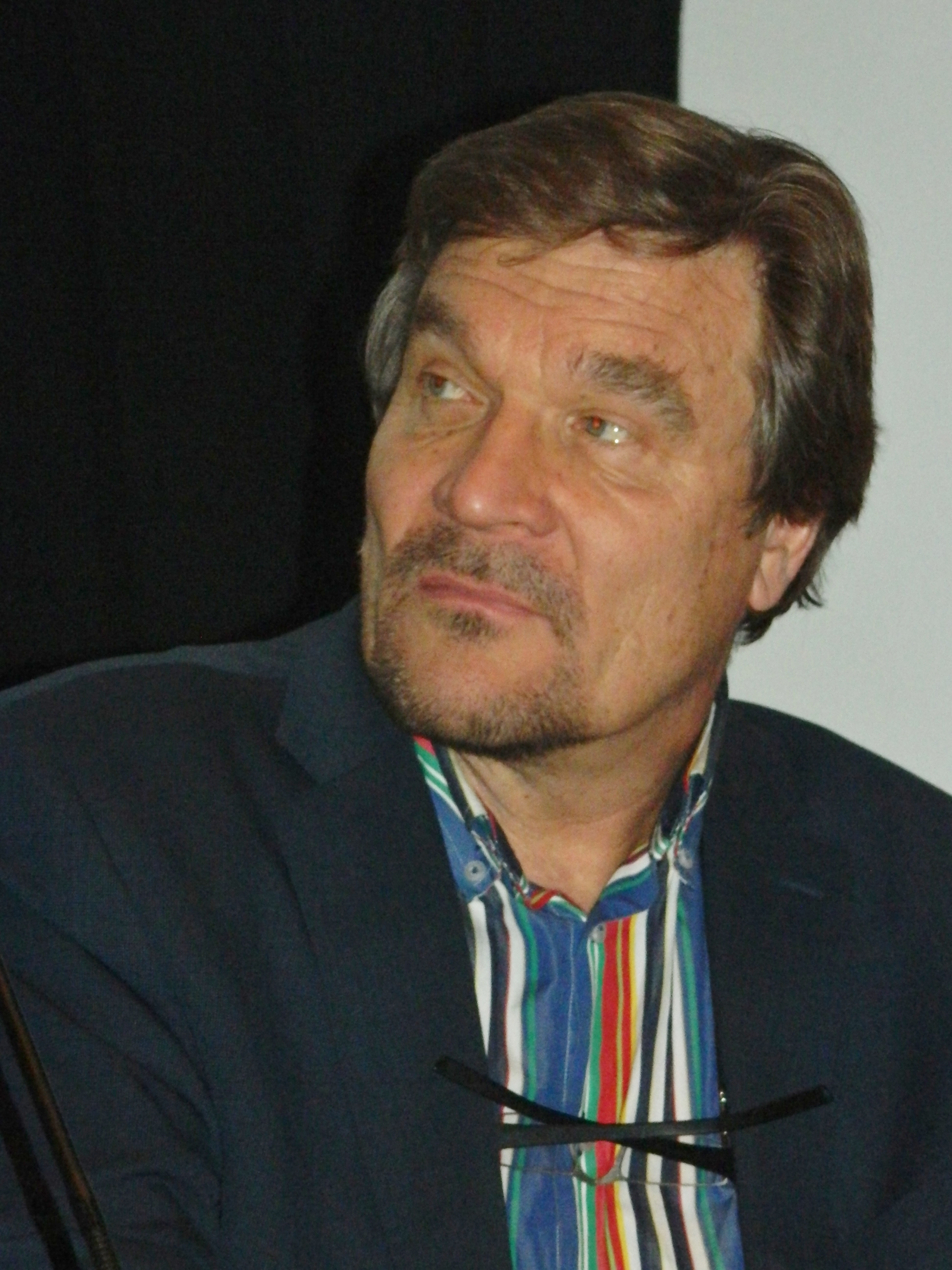
Kimmo Kiljunen (2015)

Kimmo Kiljunen (* 13. Juni 1951 in Ruokolahti) ist ein finnischer Politiker (Sozialdemokratische Partei) und Autor. Er gehörte dem Finnischen Parlament von 1995 bis 2011 an.

## Leben
Kiljunen wurde am 13. Juni 1951 in Ruokolahti geboren. Er promovierte an der Universität of Sussex und lehrte 1986 an den Universitäten Helsinki sowie Joensuu.
Zunächst veröffentlichte Kiljunen Bücher über finnische Politik, internationale Beziehungen und Entwicklung. Er arbeitete unter anderem für das Entwicklungsprogramm der Vereinten Nationen in New York City und für UNICEF in Nairobi.
Von 1972 bis 2008 war Kiljunen mit Marja-Liisa Kiljunen verheiratet, mit der er vier Kinder großzog. Seit 2017 ist er mit der Russin Svetlana Kiljunen verheiratet.

## Politische Laufbahn
Kiljunen war von 1995 bis 2011 Abgeordneter im finnischen Parlament (Eduskunta), wo er die Sozialdemokratische Partei Finnlands vertrat.
Im Jahr 2010 leitete er die unabhängige Internationale Untersuchungskommission zu den Unruhen in Südkirgistan, welche eingerichtet wurde, nachdem die Präsidentin der Kirgisischen Republik Rosa Otunbajewa ihn als Sonderbeauftragten der Parlamentarischen Versammlung der OSZE für Zentralasien gebeten hatte, den Prozess zu koordinieren. Nach der Veröffentlichung der Ergebnisse des Berichts erklärte das kirgisische Parlament Kiljunen im Mai 2011 zur Persona non grata.
Seit 2019 ist Kiljunen Vorsitzender der finnischen Delegation in der Parlamentarischen Versammlung des Europarats. Er ist außerdem Mitglied des AWEPA-Verwaltungsrats.

## Publikationen (Auswahl)
- 1981: Namibia, the last Colony, ISBN 978-0-582-59735-8.
- 1984: Kampuchea: Decade of the Genocide (Third World Studies), ISBN 978-0-86232-209-0.
- 1990: Region-To-Region Cooperation Between Developed and Developing Countries: The Potential for Mini-Nieo, ISBN 978-0-566-07079-2.
- 1992: Finland and the New International Division of Labor, ISBN 978-0-333-45881-5.
- 2004: A Constitution for the European Union, ISBN 978-0-262-02566-9.